# العلاقات الصومالية الإندونيسية
العلاقات الصومالية الإندونيسية هي العلاقات الثنائية التي تجمع بين الصومال وإندونيسيا.

## مقارنة بين البلدين
هذه مقارنة عامة ومرجعية للدولتين:
| وجه المقارنة                                              | الصومال                        | إندونيسيا         |
| --------------------------------------------------------- | ------------------------------ | ----------------- |
| المساحة (كم2)                                             | 637.66 ألف                     | 1.90 مليون        |
| عدد السكان (نسمة)                                         | 14.74 مليون                    | 263.99 مليون      |
| الكثافة السكانية (ن./كم²)                                 | 23.12                          | 138.94            |
| العاصمة                                                   | مقديشو                         | جاكرتا            |
| اللغة الرسمية                                             | اللغة الصومالية، اللغة العربية | اللغة الإندونيسية |
| العملة                                                    | شلن صومالي                     | روبية إندونيسية   |
| الناتج المحلي الإجمالي (بليون دولار)                      | 7.37 مليار                     | 1.02 تريليون      |
| الناتج المحلي الإجمالي (تعادل القوة الشرائية) بليون دولار |                                | 2.85 تريليون      |
| الناتج المحلي الإجمالي الاسمي للفرد دولار أمريكي          | 549                            | 3.35 ألف          |
| الناتج المحلي الإجمالي للفرد دولار أمريكي                 |                                | 10.52 ألف         |
| مؤشر التنمية البشرية                                      |                                | 0.684             |
| رمز المكالمات الدولي                                      | +252                           | +62               |
| رمز الإنترنت                                              | .so                            | .id               |
| المنطقة الزمنية                                           | ت ع م+03:00                    |                   |

## منظمات دولية مشتركة
يشترك البلدان في عضوية مجموعة من المنظمات الدولية، منها:
| علم المنظمة | اسم المنظمة                               | تاريخ انضمام الصومال | تاريخ انضمام إندونيسيا |
| ----------- | ----------------------------------------- | -------------------- | ---------------------- |
|             | مؤسسة التنمية الدولية                     | 31 أغسطس 1962        | 20 أغسطس 1968          |
|             | يونسكو                                    | 15 نوفمبر 1960       | 27 مايو 1950           |
|             | الأمم المتحدة                             | 20 سبتمبر 1960       | 28 سبتمبر 1950         |
|             | الفريق المعني برصد الأرض                  | ?                    | ?                      |
|             | الاتحاد البريدي العالمي                   | ?                    | ?                      |
|             | البنك الدولي للإنشاء والتعمير             | 31 أغسطس 1962        | 13 أبريل 1967          |
|             | منظمة التعاون الإسلامي                    | ?                    | ?                      |
|             | منظمة حظر الأسلحة الكيميائية              | ?                    | ?                      |
|             | الاتحاد الدولي للاتصالات                  | 28 سبتمبر 1962       | 1949                   |
|             | مؤسسة التمويل الدولية                     | 31 أغسطس 1962        | 23 أبريل 1968          |
|             | المركز الدولي لتسوية المنازعات الاستشارية | 30 مارس 1968         | 28 أكتوبر 1968         |
|             | منظمة الشرطة الجنائية الدولية             | ?                    | 5 أكتوبر 1954          |

## وصلات خارجية
- موقع وزارة الخارجية الصومالية
- موقع وزارة الخارجية الإندونيسية